# IFA S4000-1
S4000-1 (нем. Sachsenring, грузоподъёмность 4000 кг) — среднетоннажный грузовой автомобиль завода «Ernst Grube». В 1958—1959 годах выпускали предшествующую серию под обозначением S4000.

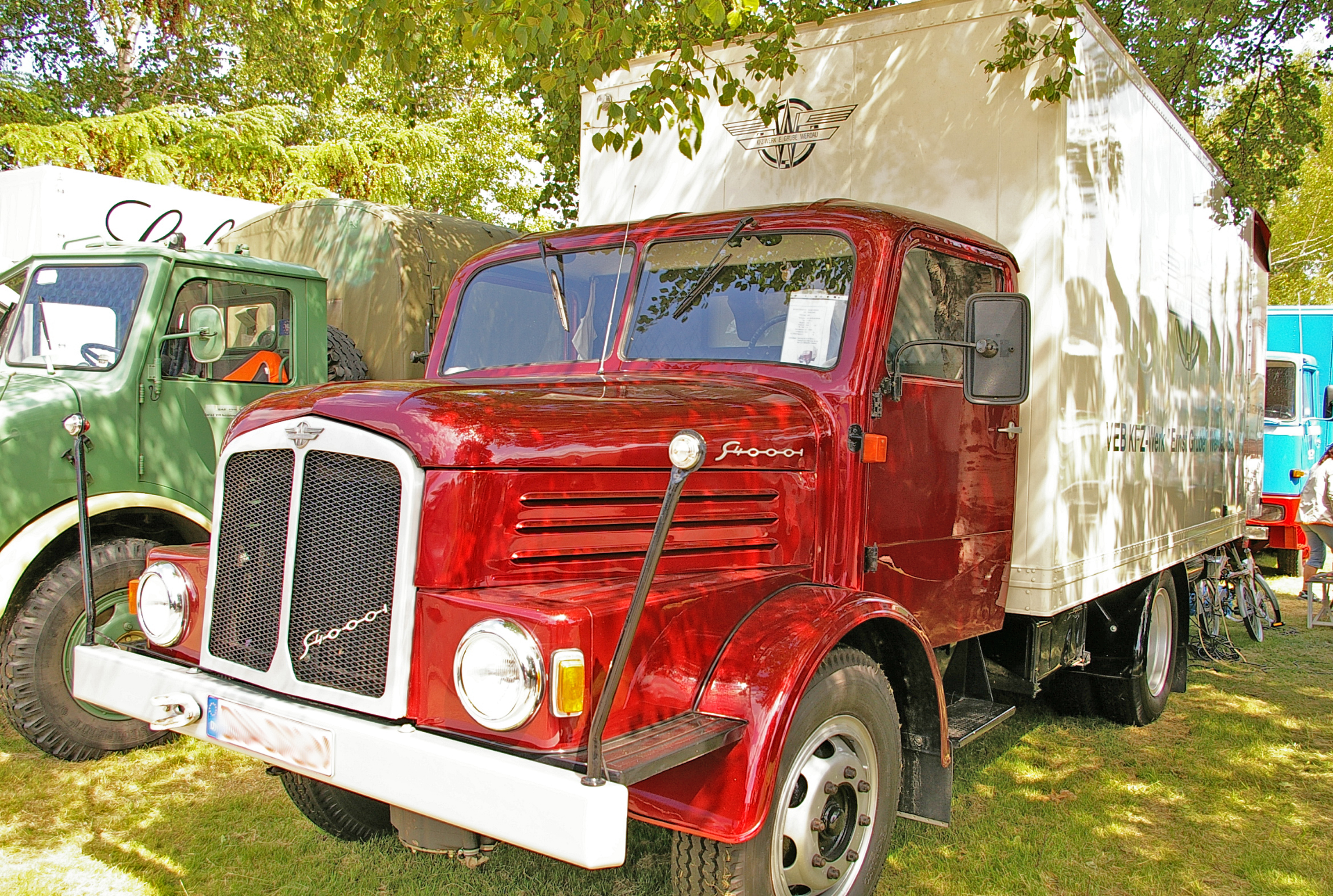
S4000-1 фургон

## История
В 1958 году модель S4000 заменали на заводе в Цвиккау предыдущий грузовик H3A. Экстерьер не изменился, но основным усовершенствованием стало увеличение полезной нагрузки до четырех тонн. Кроме того, колесная база была увеличена на 300 мм, рессоры, передний мост и рама усилены. Также выпускался тягач с укороченной базой. В том же году началось серийное производство типа S4000-1, в котором мощность двигателя увеличилась с 59 до 66 кВт, автомобиль получил новую синхронизированную коробку передач, а также пневматические тормоза и резиновые амортизаторы кабины. Обе модели выходили короткое время параллельно. В начале 1959 производство S4000 закончились на отметке чуть более 2000 автомобилей.
Несколько позднее в Цвиккау завершили производство и S4000-1, чтобы освободить мощности для легковых автомобилей. S4000-1 после этого производили в Вердау на заводе «Ernst Grube» после прекращения выпуска IFA H6. Из-за ограниченных инвестиционных возможностей увеличить выпуск можно было только путём распределения по заводам, но не расширения производства на одном. Выпускавшийся в Вердау IFA G5 тоже должен был сойти с конвейера, но по настоянию NVA производство было продолжено параллельно S4000-1 до 1965 года. В 1967 году выпуск S4000-1 в Вердау остановлен на отметке 21000 экземпляров. Крупнейшие экспортные партии были поставлены в Польшу, Болгарию, Вьетнам и на Кубу.

## Технические характеристики

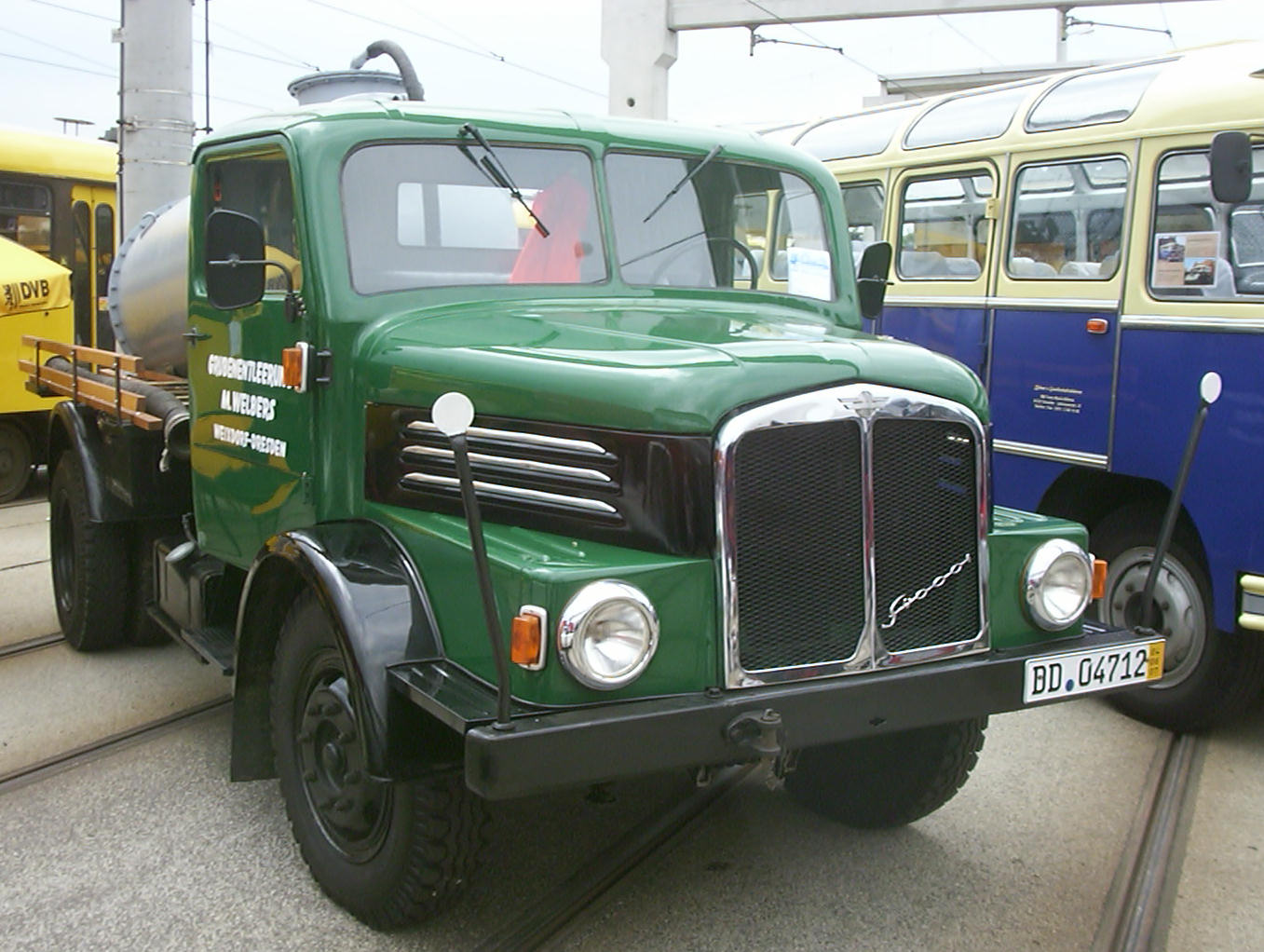
S4000-1 ассенизатор

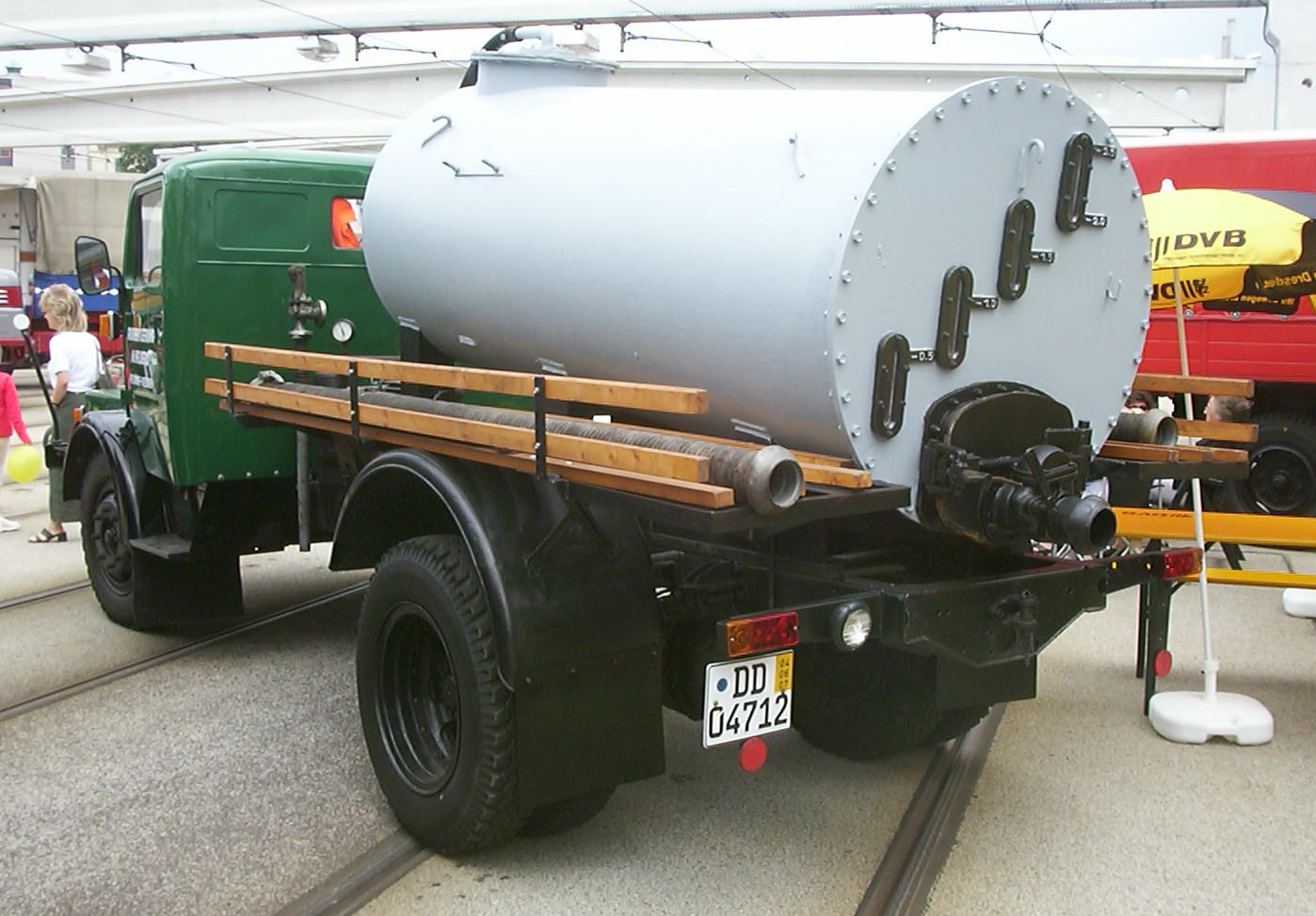
S4000-1 ассенизатор, вид сзади

## Технические характеристики[2]

### Двигатель
Тип EM 4-22 (S4000 комплектовался двигателем EM 4-20). Производитель: автозавод Sachsenring в Цвиккау, с 1959 — моторный завод Нордхаузен.
Представляет собой четырёхцилиндровый рядный верхнеклапанный четырёхтактный дизель с водяным охлаждением. Диаметр цилиндров 115 мм, ход поршня 145 мм, объём двигателя 6024 см³. Степень сжатия — 17,5:1, давление впрыска: 1,08 кН/см². Мощность 66 кВт (90 л. с.) при 2200 об/мин, крутящий момент 310 нм при 1500 об/мин. Система смазки под давлением с центробежной очисткой. Коленчатый вал пятиопорный.
Электрооборудование: стартер на напряжение 24 В, мощностью 2,94 кВт, генератор напряжением 12 V мощностью 500 W. 
Расход топлива: 17,5 л/100 км, масла — 0,4–0,6 л/100 км. Ёмкость топливного бака: 100 л (S4000-1 Z: 110 л)
Максимальная скорость: 75 км/ч, макисмальный преодолеваемый подъём — 31 % (для S4000 32 %)

### Трансмиссия
Сцепление однодисковое сухое. Коробка передач EGS 5N — пятиступенчатая с косозубыми шестернями, 2—5 передачи синхронизированы. 
Передаточные числа и максимальная скорость:
1 передача: 8,61, 8,7 км/ч
2 передача: 4,36, 16,4 км/ч
3 передача: 2,62, 28,7 км/ч
4 передача: 1,59, 47,2 км/ч

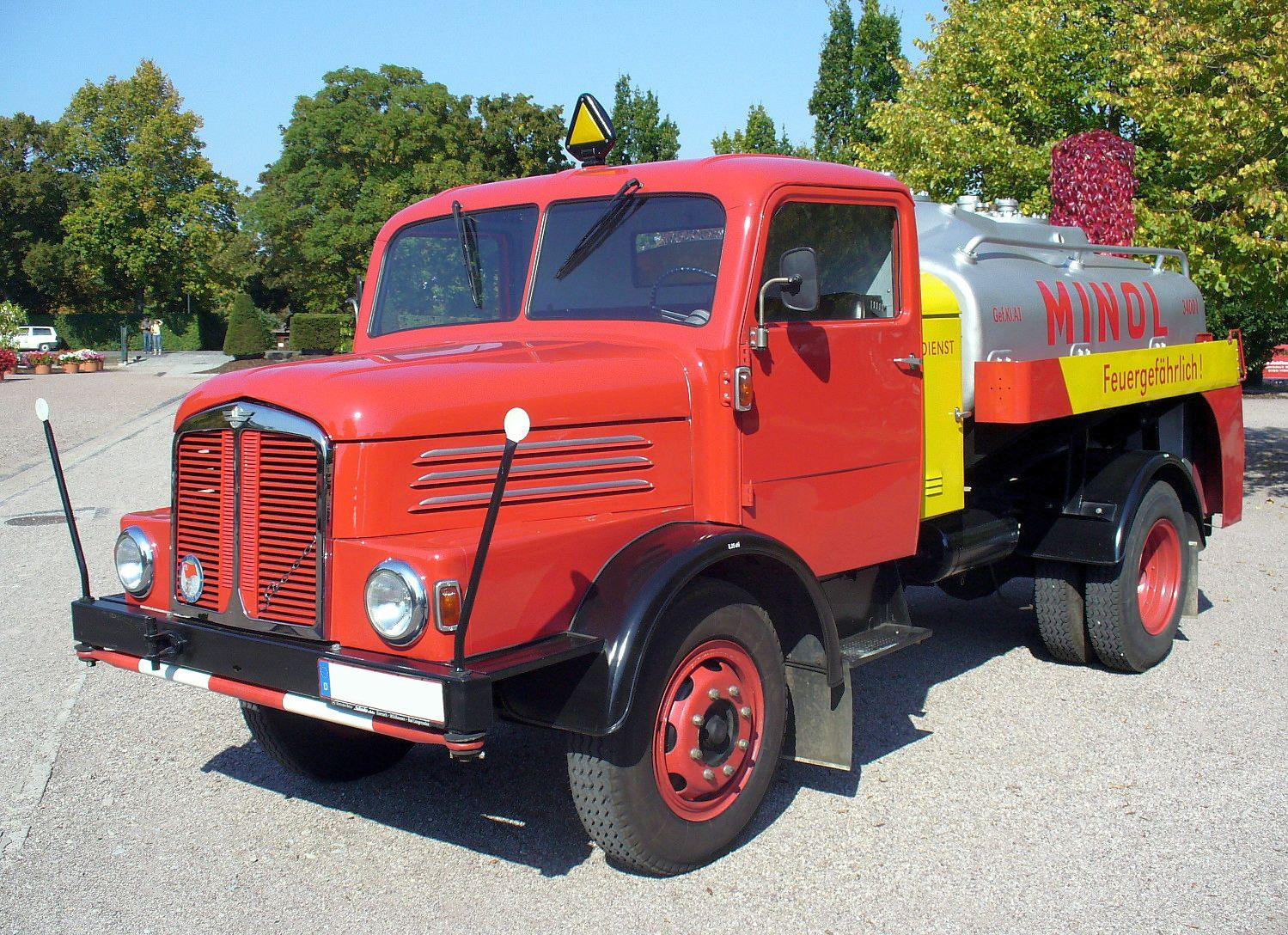
Топливозаправщик S4000 Minol

5 передача: 1,00 (прямая), 75,0 км/ч
Задний ход: 6,38, ок. 12 км/ч.
Карданная передача двумя валами с промежуточной опорой.

Передаточное отношение редуктора заднего моста 5,14.

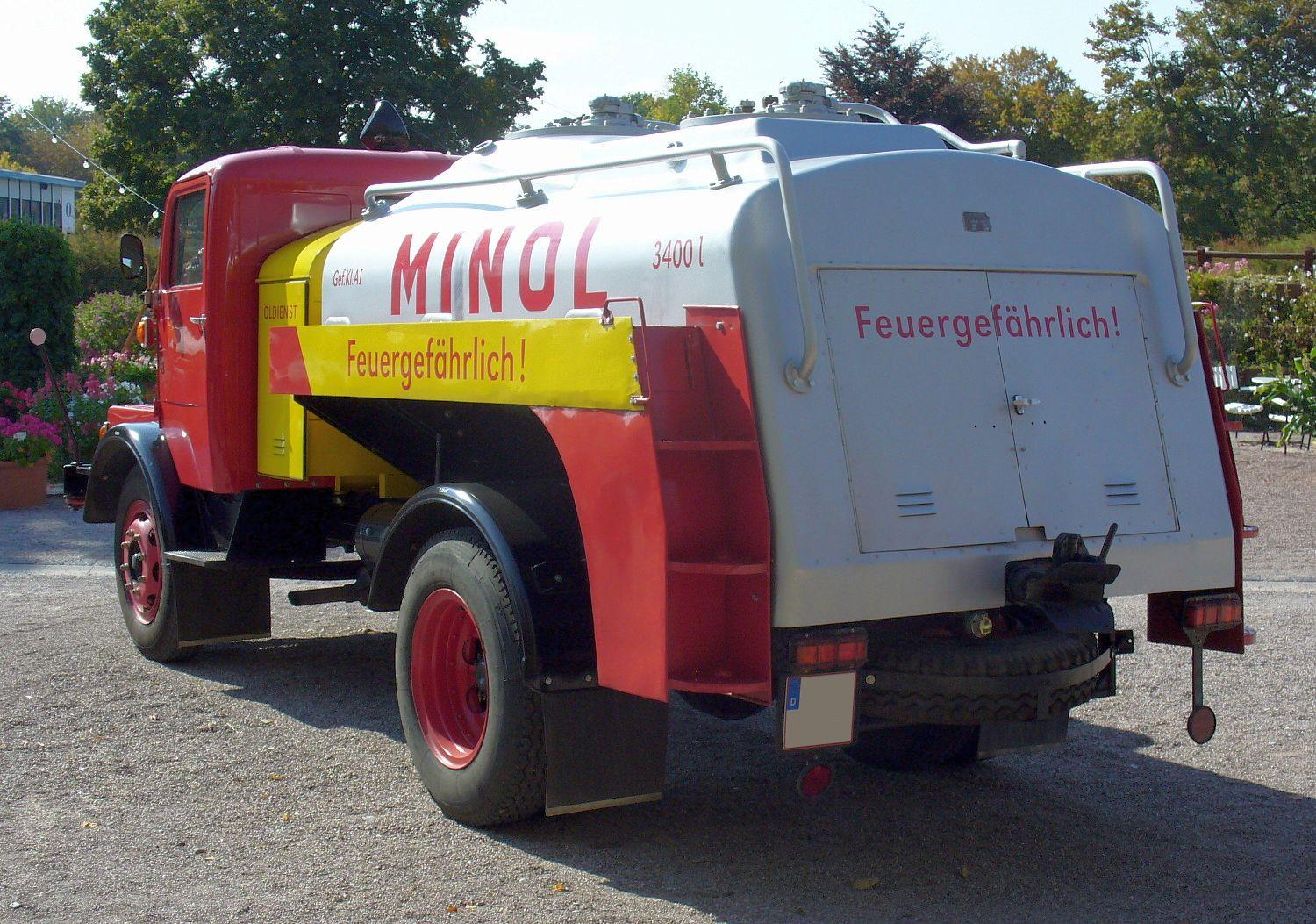
S4000 Minol, вид сзади

### Ходовая часть
Рама сварная из двух штампованных лонжеронов U-образного профиля с шестью поперечинами.
Балка переднего моста кованая.
Задний мост Banjo с разгруженными полуосями. Наименьший дорожный просвет: 240 мм (под задней осью).
Размер шин 8.25-20 (обода 6.50-20), спереди одинарные скаты, сзади сдвоенные.
Подвеска всех колёс зависимая на продольных полуэллиптических рессорах.
Рабочий тормоз гидравлический барабанный на все четыре колеса, площадь рабочих цилиндров 2300 см².
Стояночный тормоз: механический, действующий на задние колеса.

### Масса и грузоподъёмность
Масса автомобиля — 4100 кг, максимальная нагрузка — 4000 кг, наибольшая допустимая общая масса — 8100 кг (7400 кг для тягача S4000-1 Z).
Масса прицепа без тормозов — 1500 кг, с гидравлическими тормозами — 3000 кг, с пневматическими тормозами — 4500 кг, с пневматическими тормозами для тягача S4000-1 Z — 14400 кг.

### Габаритные размеры
Длина×ширина×высота (по кабине): 6491×2370×2344 мм³
Колея: 1652 мм спереди, 1664 мм сзади.
Колесная база: 3550 мм (бортовые платформы, фургоны, пожарные машины), 3250 мм (самосвалы, тягачи, коммунальная техника), 2500 мм (тягач), 3900 мм (низкорамное шасси).
Минимальный радиус поворота: 15,3 м.
Глубина преодолеваемого брода: 850 мм.
Длина грузового пространства: 3910 мм
Ширина грузовой платформы: 2200 мм
Высота бортов: 500 мм

## Модификации

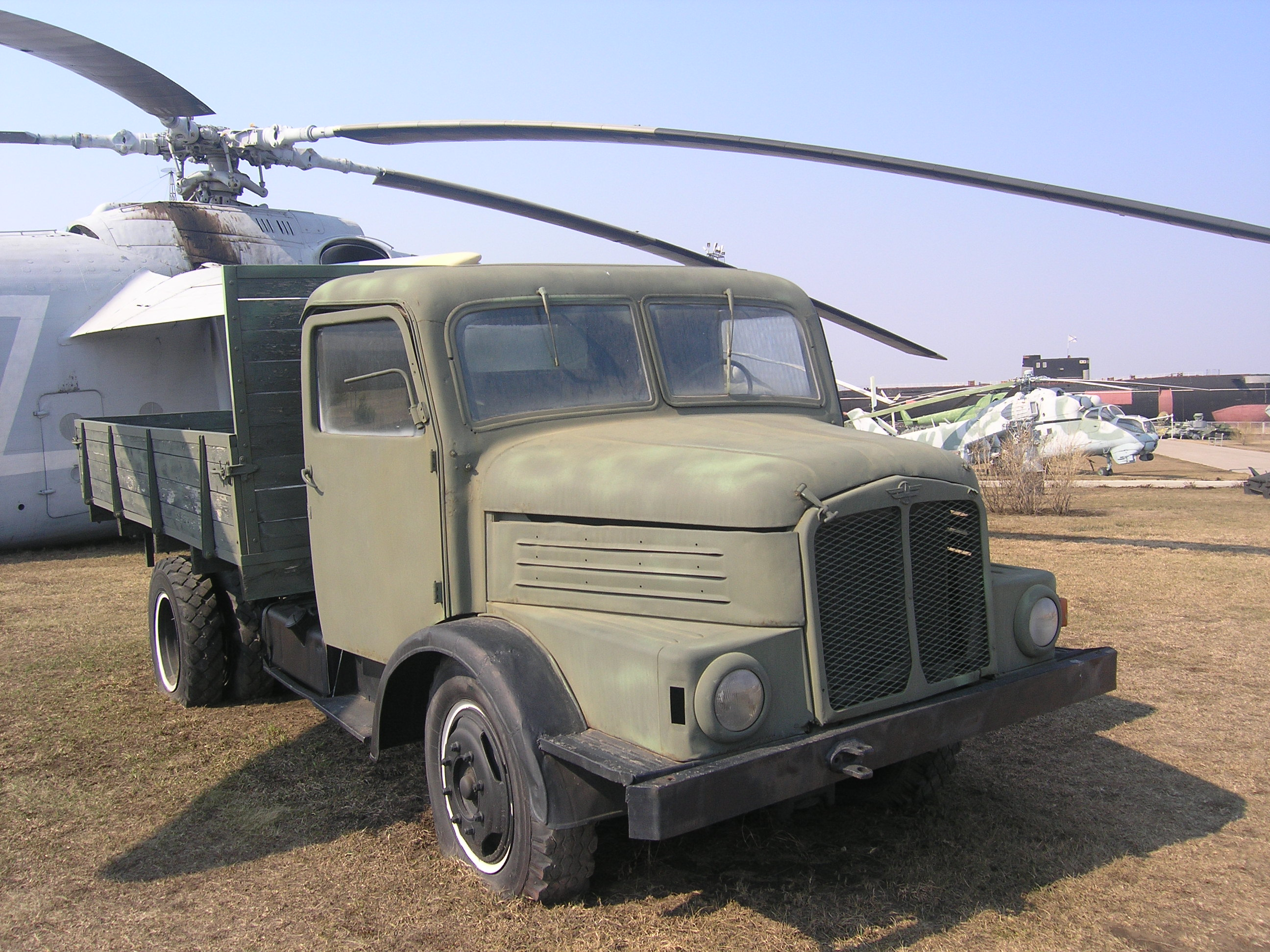
IFA S4000 самосвал

S4000-1 грузовик с бортовой платформой (тент, дуги)
S4000-1 R праворульный
S4000-1 SW9 — высота борта 900 мм, тент
S4000-1 SW9a — высота борта 900 мм, тент для MdI NVA.
S4000-1 SW10 — высота борта 900 мм, тент, высота передней стенки 1600 мм
S4000-1 LB800 — с грузоподъемной платформой на 800 кг (Произв. Hunger Frankenberg)
S4000-1 S тягач
S4000-1 Z дорожный тягач

S4000-1 K SW 1a строительная вахтовка
S4000-1 SW 2а самосвал
S4000-1 SW 2b скорая помощь
S4000-1 K SW 3d мусоровоз

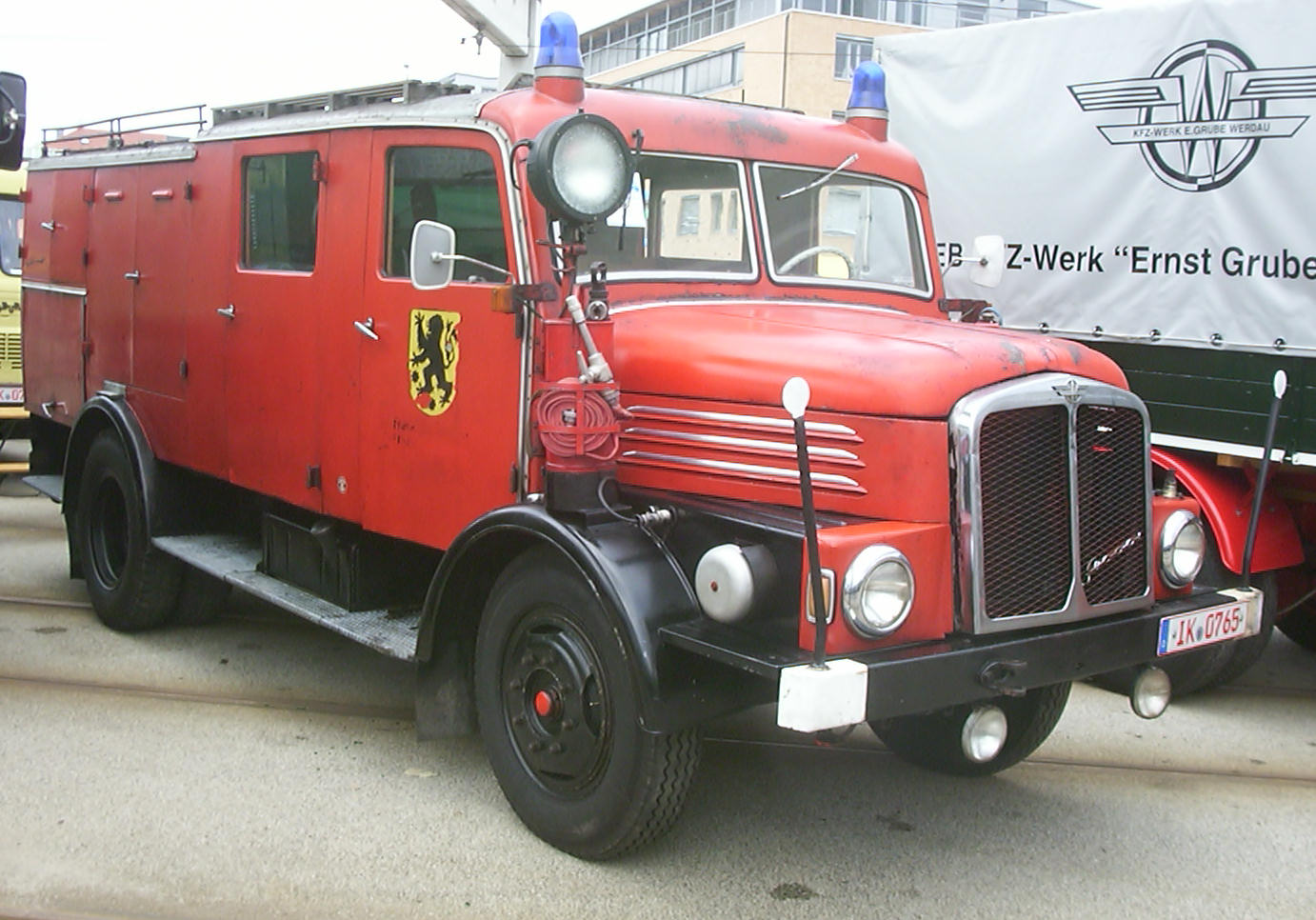
S4000-1 LF16, пожарная машина

S4000-1 SW 5/6/7/8 пожарная машина-цистерна
S4000-1 SW 5b пожарная машина-лестница и шлангохранилище
S4000-1 K SW 7С поливомоечная
S4000-1 K SW 7d самосвал с разгрузкой на три стороны (S4000-1 RK — то же праворульный)
S4000-1 T SW 7 низкорамное шасси с кузовом пожарной машины
S4000-1 T SW 11 низкорамное шасси для транспортировки скота